# Martadi
Martadi é uma cidade do Nepal.